# Partido Comunista de España-Unificado
Partido Comunista de España Unificado (PCEU) fou un partit polític espanyol creat el 1980 després de la unió del Partit Comunista dels Treballadors (PCT) i el Partit Comunista d'Espanya (VIII-IX Congressos). El PCT i el PCE(VIII-IX) eren dos grups marxistes-leninistes escindits del Partit Comunista d'Espanya (PCE) a causa dels desacords ideològics amb la política eurocomunista de la seva direcció. En 1984 el PCEU es va unir a altres grups per a fundar el Partit Comunista (PC; cridat pe ce punt per a evitar l'homofonia amb PCE), més tard denominat Partit Comunista dels Pobles d'Espanya (PCPE).